# Besazio
Besazio est une localité et une ancienne commune suisse du canton du Tessin.

## Histoire
Le 14 avril 2013, les communes de Besazio, Ligornetto et Meride sont intégrées à celle de Mendrisio.